# Super Mario War
Super Mario War es un videojuego de plataformas de código abierto y un editor de niveles que se lanzó en 2004. Se basa en elementos de juego y medios audiovisuales clonados extraoficialmente de la serie Super Mario de Nintendo. El juego se centra en jugadores que luchan entre sí cuando un jugador salta sobre la cabeza del otro jugador o hace uso de elementos que se pueden recoger durante el juego.

## Jugabilidad
La jugabilidad es algo simple. En varios modos de juego, los jugadores pueden saltar sobre la cabeza de los demás para derrotarse o pueden usar elementos que se encuentran en las cajas de power-ups. El juego tiene una variedad de configuraciones personalizables para determinar cuándo aparece cada elemento en los bloques de power-ups, la forma en que los jugadores aparecen en la pantalla y más.
El juego incluye un modo de campaña basado en un mundo similar al de Super Mario Bros. 3; sin embargo, en lugar de niveles, el jugador simplemente lucha contra más de los personajes que aparecen en el juego, aunque controlados por la CPU. Cuando el enemigo es derrotado, se pasará al siguiente nivel

## Historia
El Mario War original fue creado por Samuele Poletto en 2002, en el que cuatro personajes de Super Mario podían luchar en varios niveles saltando sobre la cabeza del otro. El juego también incluía un editor de niveles. Fue escrito en Pascal/Assembly, y fue lanzado para MS-DOS.
En 2003, Florian Hufsky, fundador del foro 72dpiarmy, comenzó a trabajar en una reescritura de código abierto, que se convirtió en Super Mario War. Esta versión introdujo personajes personalizados, modos de juego adicionales y mecánicas de mapas, elementos y potenciadores. Debido a su naturaleza de código abierto, el juego ha sido portado a diferentes sistemas.
A fines de 2009, Florian murió y el desarrollo del juego se detuvo.
El juego fue bifurcado por Mátyás Mustoha en GitHub en 2014.

## Recepción
Siliconera recomienda a los usuarios de PC que jueguen Super Mario War con amigos. Justin Pot de MakeUseOf también informa que el programa es adecuado para partidas de varios jugadores, sugiriendo que su simplicidad lo hace adecuado incluso para los que no son jugadores recurrentes. Florian Eckhardt de Kotaku calificó el juego como "bastante bueno", y también señaló que muchos jugadores crearon mapas adicionales para el juego con el editor de niveles incorporado. El juego ha sido portado a Nintendo DS, Nintendo Wii, Nintendo Switch, PS3, Sega Dreamcast, PSP, PS Vita, Android y Xbox original. Todos los puertos de la consola solo se pueden reproducir a través de homebrew.[cita requerida]